# Tomasz Mącior
Tomasz Mącior (ur. 16 grudnia 1897 w Szynwałdzie k. Tarnowa, zm. latem 1942 w Nowosadach) – ksiądz katolicki, przełożony polskich pallotynów w latach 1932-1934, redaktor "Przeglądu Katolickiego" i "Królowej Apostołów".
Ks. Tomasz Mącior ukończył pallotyńskie gimnazjum Collegium Marianum w Wadowicach. Studia filozoficzno-teologiczne odbył w Wadowicach i Uniwersytecie Gregoriańskim w Rzymie.
Święcenia kapłańskie przyjął 19 kwietnia 1924 w Rzymie.
Ks. Mącior w Polsce wykładał przez dwa lata teologię dogmatyczną w pallotyńskim Seminarium Duchownym (w tym czasie mieszczącym się w wadowickim Collegium Marianum). 
W 1926 został mianowany rektorem pallotyńskiego domu w Warszawie przy ul. Skaryszewskiej. W roku następnym został mianowany redaktorem "Przeglądu Katolickiego".
Na kapitule generalnej w 1931 został wybrany sekretarzem generalnym. 
W latach 1932–1934 ks. Tomasz Mącior pełnił funkcję superiora Polskiej Regii pallotynów.
Następnie był proboszczem w Nowosadach na Polesiu, jednocześnie w latach 1934-1939 był redaktorem "Królowej Apostołów".
W lipcu lub sierpniu 1942 ks. Tomasz Mącior został rozstrzelany przez Niemców w Baranowiczach i tam został pochowany na cmentarzu prawosławnym.